# Verhivka, Bar
Verhivka (în ucraineană Верхівка) este localitatea de reședință a comunei Verhivka din raionul Bar, regiunea Vinnița, Ucraina.

## Demografie
Componența lingvistică a localității Verhivka
     Ucraineană (99,12%)
     Alte limbi (0,71%)
Conform recensământului din 2001, majoritatea populației localității Verhivka era vorbitoare de ucraineană (99,12%), existând în minoritate și vorbitori de alte limbi.